# Jules-Albert de Dion
Pour les articles homonymes, voir Dion.
Jules Philippe Félix Albert de Dion Wandonne de Malfiance, dit Jules-Albert de Dion, né le 10 mars 1856 à Nantes et mort le 19 août 1946 à Paris, est un pionnier de l'industrie automobile en France et un homme politique français.

## Biographie

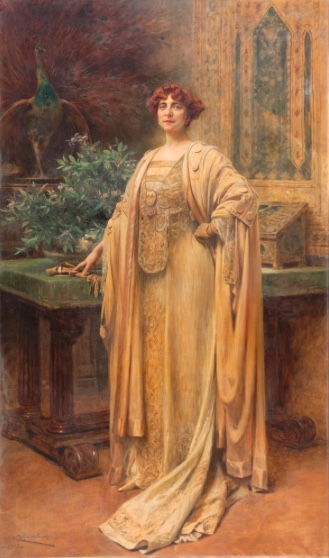
Portrait de la marquise de Dion.

Le marquis de Dion (titres de courtoisie depuis l'érection en marquisat de la terre de Malfiance au XVIIIe siècle au profit d'un membre de la famille de Dion mort sans postérité),,, est le fils d'Albert Guillaume Louis de Dion Wandonne de Malfiance, baron de Wandonne, dit comte de Dion,, président de la Société archéologique de Nantes, et de Laure Félicité Cossin (fille de Félix Cossin). Il épousa à la mairie du 7e arrondissement de Paris le 3 septembre 1908, Valentine Bouillant (1858-1932), infirmière bénévole durant la Grande Guerre, dont il n'eut pas de postérité. Veuve de Charles-Ernest Paulmier, son épouse est la petite-fille d'Arsène Aumont-Thiéville.
Il résidait au château de Maubreuil à Carquefou avant qu'il ne revende sa propriété au département en 1934, et possédait un hôtel particulier rive gauche à Paris, au 25, quai d'Orsay, où furent établis les jalons de l'Automobile Club de France avec Étienne van Zuylen van Nyevelt et Paul Meyan, en octobre 1895.
Il meurt à Paris, le 19 août 1946, dans son hôtel particulier de l'avenue d'Iéna, à l'âge de 90 ans. Sa sépulture se trouve au cimetière du Montparnasse à Paris ; une plaque commémorative est apposée dans la chapelle funéraire de la famille, au hameau de Wandonne (commune d'Audincthun) dans le Pas-de-Calais.

### Carrière politique
Il fonde la Ligue du suffrage universel, dont il est nommé vice-président. Il devient également président du Comité central de l'Appel au peuple. C'est d'ailleurs sous l'étiquette de « nationaliste plébiscitaire » qu'il se présente, le 5 novembre 1899, aux élections cantonales dans le canton de Carquefou (Loire-Inférieure), où il possède le château de Maubreuil. Il en est réélu conseiller général sans interruption jusqu'en 1934.
Aux élections générales législatives du 27 avril 1902, au premier tour de scrutin, les habitants de la troisième circonscription de Nantes l'élisent député par 21 674 voix contre 143 à M. Labassière, sur 26 948 votants. Son mandat est régulièrement renouvelé à des majorités considérables le 6 mai 1906, le 24 avril 1910 et le 16 novembre 1919, sur la liste d'Union nationale, par 41 708 voix sur 73 360 votants, toujours au premier tour de scrutin, ce qui lui vaut le titre de « premier élu de France ».
Au Parlement, où il se signale dans les travaux des Commissions du travail, du suffrage universel, du commerce et de l'industrie, il siège à l'extrême-droite, se montre antidreyfusard et ardent défenseur de l'Église catholique, et intervient toujours en faveur de la liberté religieuse. Lors de la deuxième expulsion des congrégations, il est arrêté, jeté en prison, puis traîné devant le tribunal malgré sa qualité de député et l'immunité qui s'y attache, pour avoir protesté contre ce qu'il appelle les spoliations de l'État.
En mai 1920, il est nommé membre du comité directeur de la Ligue des patriotes présidée par Maurice Barrès.

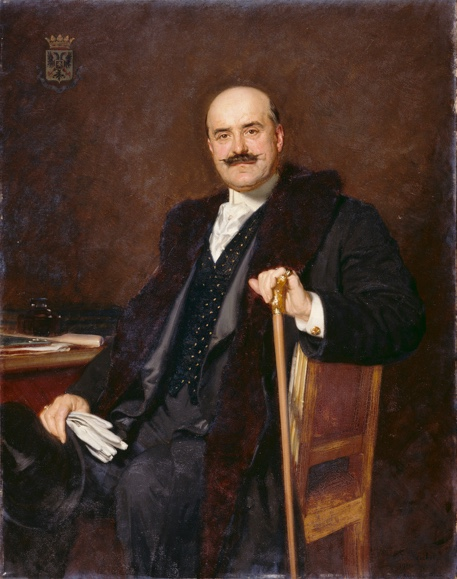
Portrait du marquis de Dion.

À la suite du décès de Julien Busson-Billault, le marquis de Dion est élu sénateur de la Loire-Inférieurele 1er juillet 1923. Il obtient sa réélection le 6 janvier 1924 puis le 10 janvier 1933. Au Sénat, où il siège à droite, il fait successivement partie des Commissions du commerce et de l'industrie — dont il assume la vice-présidence - du travail, des postes, des travaux publics, de l'air, des douanes, des mines. Il appartient, en outre, à la Commission centrale de l'automobile et de la circulation, ainsi qu'à la Commission centrale militaire et se voit également nommer conseiller du commerce extérieur de la France.
Il est l'un des promoteurs de l'Office national des routes.
Au moment de la Seconde Guerre mondiale, présent à la réunion des deux Chambres réunies en Assemblée nationale, à Vichy, le 10 juillet 1940, il s'abstient lors du vote relatif aux pouvoirs constitutionnels et des pleins pouvoirs au maréchal Pétain. Mais, au lendemain de l'armistice, il proclame le devoir impérieux de résistance après l'armistice et se retire alors de la vie publique.

### Constructeur d'automobile et d'autorails
Le marquis de Dion, avec son associé Georges Bouton et Charles Trépardoux, a fondé la société des automobiles De Dion-Bouton à Puteaux en 1883, qui fut, pendant une petite période, le plus grand fabricant automobile au monde, puis, après la Première Guerre mondiale, le principal fabricant français d'autorails. Durant la Guerre, grâce à la puissance de ses usines, le marquis de Dion apporte une aide marquée à la défense nationale en y fabriquant fusils, canons, obus, moteurs d'aviation ou d'automobile, camions, projecteurs, magnétos, etc. Il collabore notamment avec Raoul Perpère, ingénieur, géologue et inventeur, qui met au point le premier embrayage de l'histoire de l'automobile.
Il devient président de la Chambre syndicale des constructeurs d'automobiles et membre de la Chambre syndicale de l'Aviation.

### Sports automobiles et mécaniques

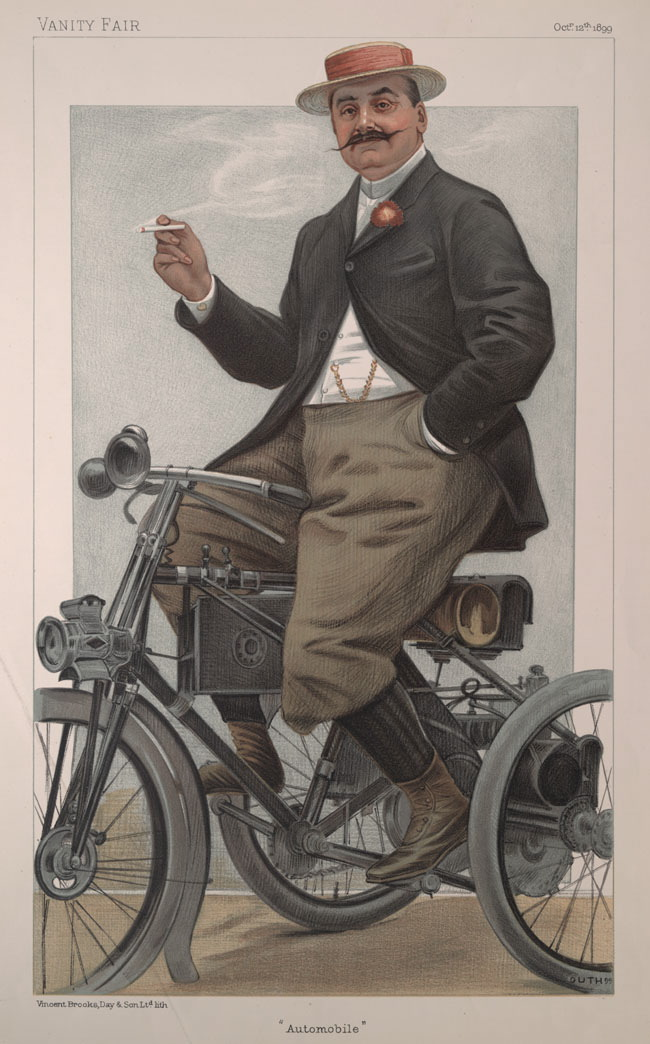
Automobile, caricature par Guth publié dans Vanity Fair en 1899.

Dès le 28 avril 1887, trois tricycles à vapeur de Dion-Bouton roulent entre le Pont de Neuilly et Versailles. Georges Bouton arrive le premier après plus de 30 kilomètres parcourus à près de 30 kilomètres de moyenne horaire, au bout d'un peu plus d'une heure de route.
Le comte Jules de Dion entre dans l'histoire automobile sept ans plus tard, en remportant le deuxième prix de la première compétition automobile de l'histoire, de Paris à Rouen le 22 juillet 1894, sur une De Dion-Bouton. Il participe aussi au Paris-Bordeaux-Paris en 1895 et au Paris-Marseille-Paris en 1896. Il termine également second du Paris-Dieppe le 24 juillet 1897 (vainqueur de classe) ainsi que quatrième du Paris-Trouville le 18 août de la même année.
Il est le fondateur du Salon de l'auto en 1898, ainsi que le cofondateur de l'Automobile Club de France (1895) et de l'Aéro-Club de France la même année.
Il crée le journal L'Auto-Vélo en 1900. Il devient durant la même année du 14 mai au 16 octobre le vice-président de la Commission d'exécution des concours, dans le cadre Automobilisme (voiture, voiturettes et motocycles notamment) des Sports de l'Exposition Universelle de 1900 - non reconnus officiellement par le comité olympique -, durant l'année des Jeux olympiques de 1900, incluant durant 4 jours en juillet la course de vitesse Paris-Toulouse-Paris. Il y obtient une plaquette d'or de l'Exposition en "poids légers" (des voitures légères de livraison) le 16 octobre, les épreuves s'étant déroulé du 17 au 22 septembre, ainsi que deux autres plaquettes d'or en "poids lourds" avec un omnibus et un camion à vapeur (concours du 8 au 13 octobre). Il devient alors aussi l'un des membres du Comité exécutif de la Coupe automobile Gordon Bennett.

## Décorations et distinctions
Jules-Albert de Dion est décoré de nombreuses décorations françaises et étrangères, notamment de la Légion d'honneur.
En 1926, la Société d'encouragement pour l'industrie nationale lui décernee sa plus haute récompense, la Grande médaille universelle.

## Galerie

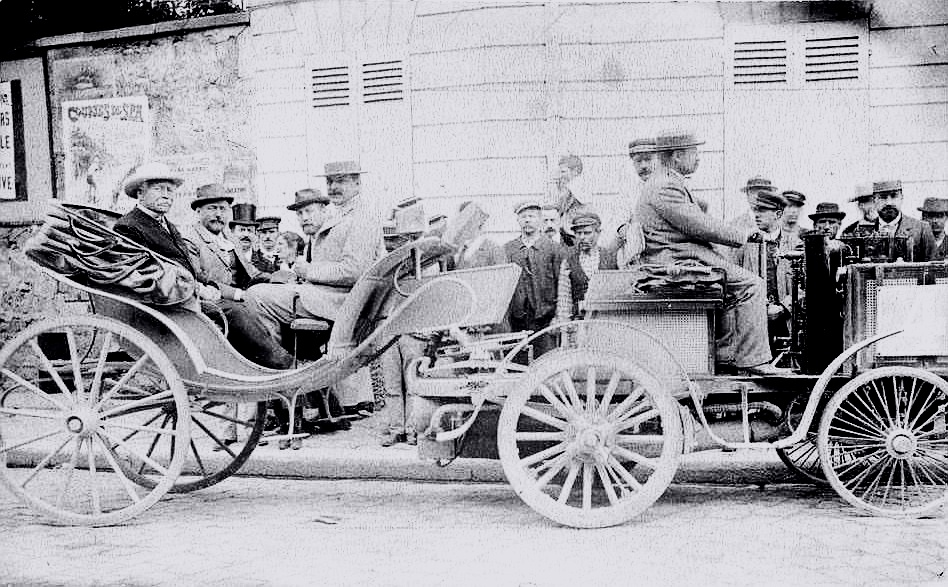
Le comte de Dion au Paris-Rouen 1894, à l'arrière de sa voiture à boggie -genre Victoria- (Mantes-la-Jolie).
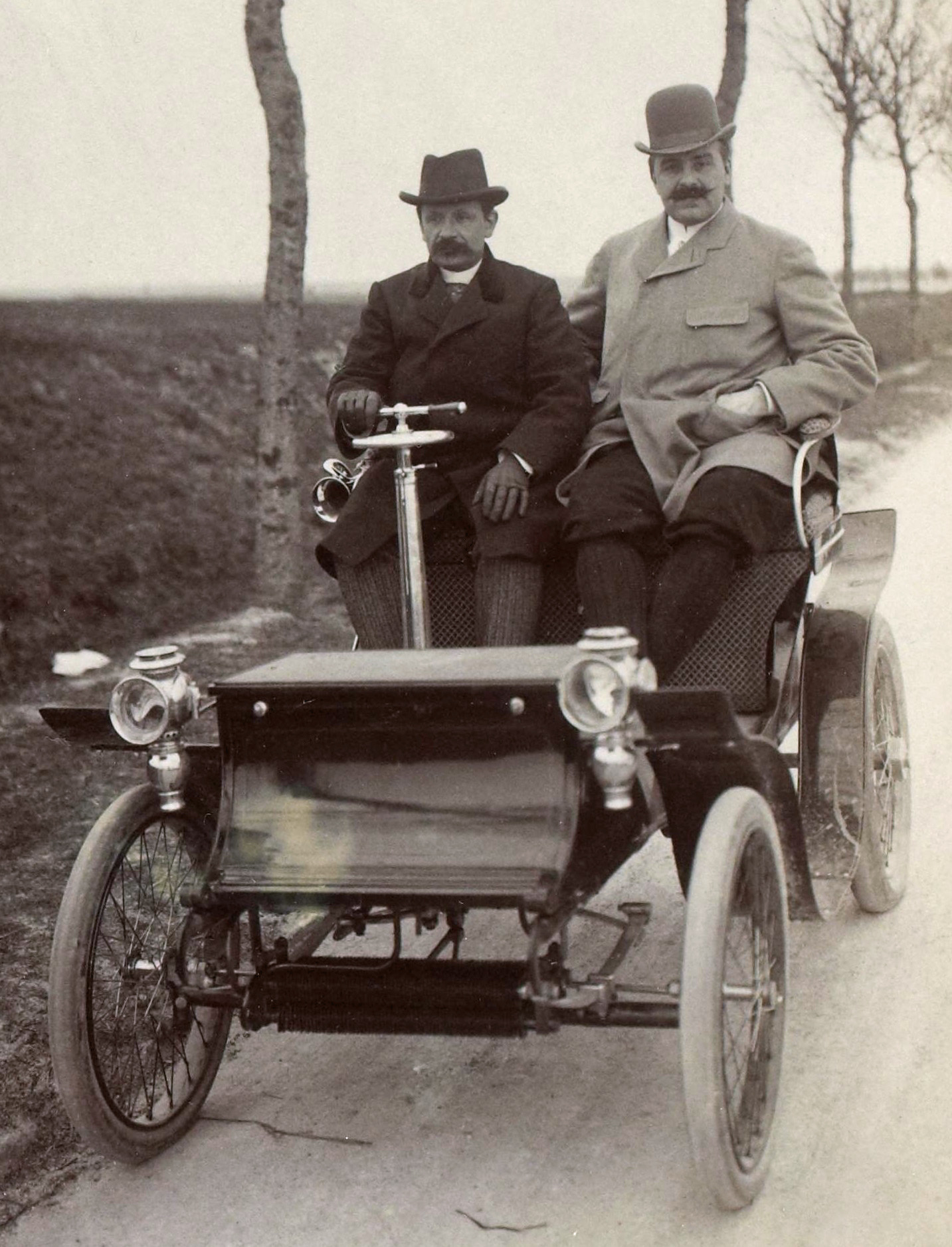
Jules-Albert de Dion avec Georges Bouton pour chauffeur (au Critérium des Motocycles de 1899).
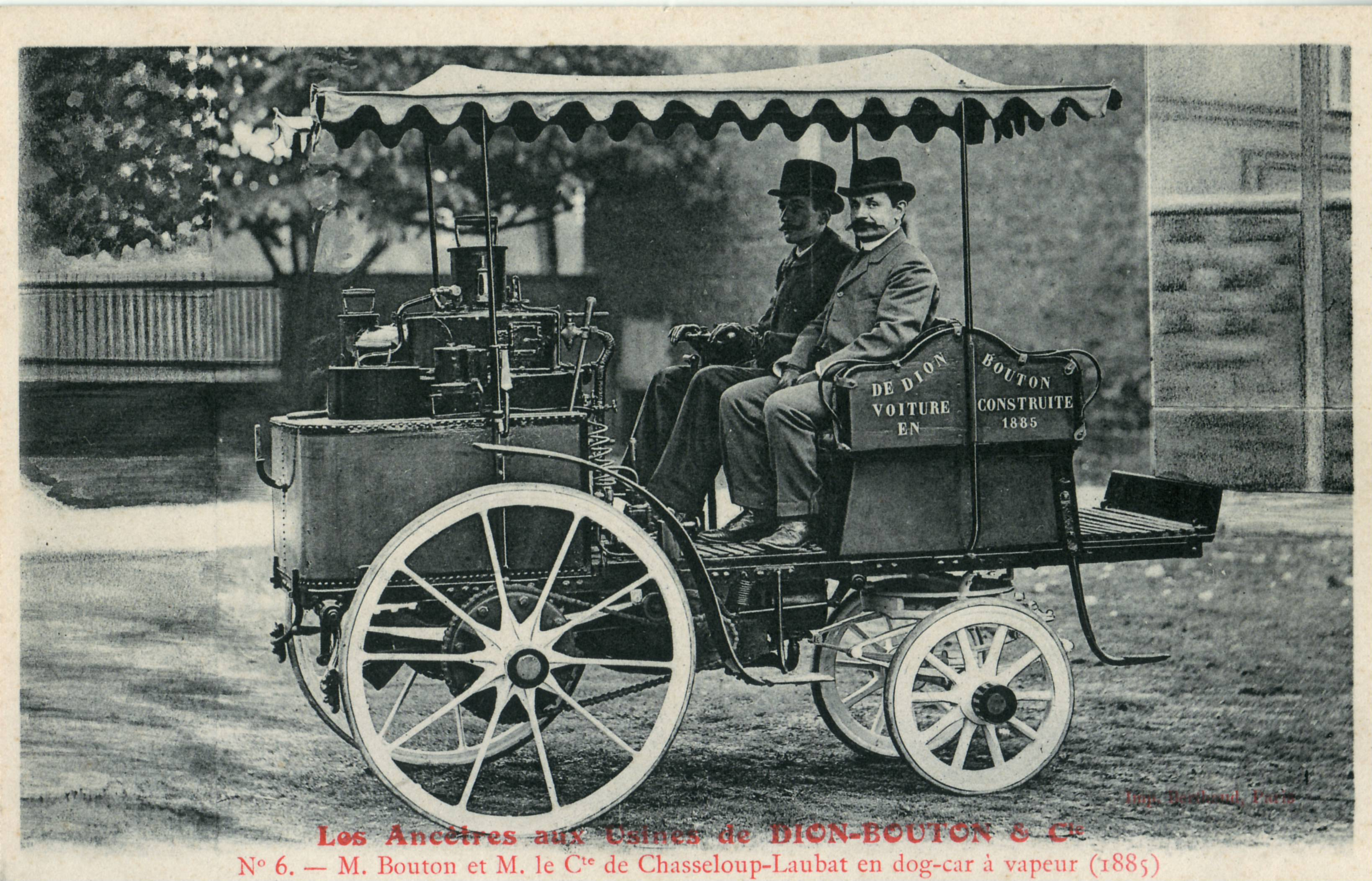
Georges Bouton (à G.) et le comte de Chasseloup-Laubat (à D.), en dog-car à vapeur Trépardoux & Cie (1885).
Voiture type M11 de 1901.
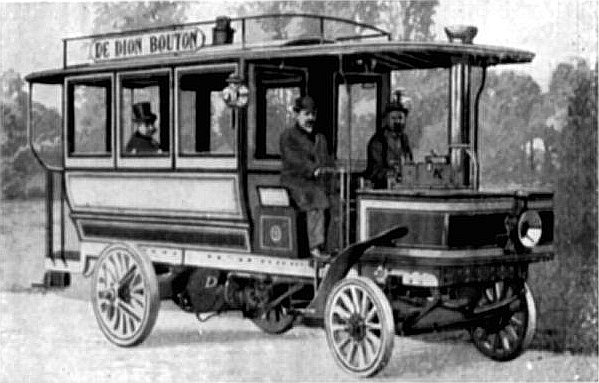
Autobus à vapeur (avant 1911).
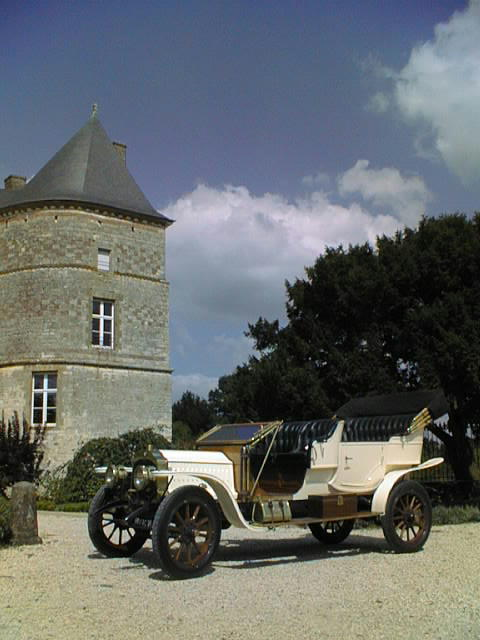
Double phaéton de 1911, avec moteur V8.
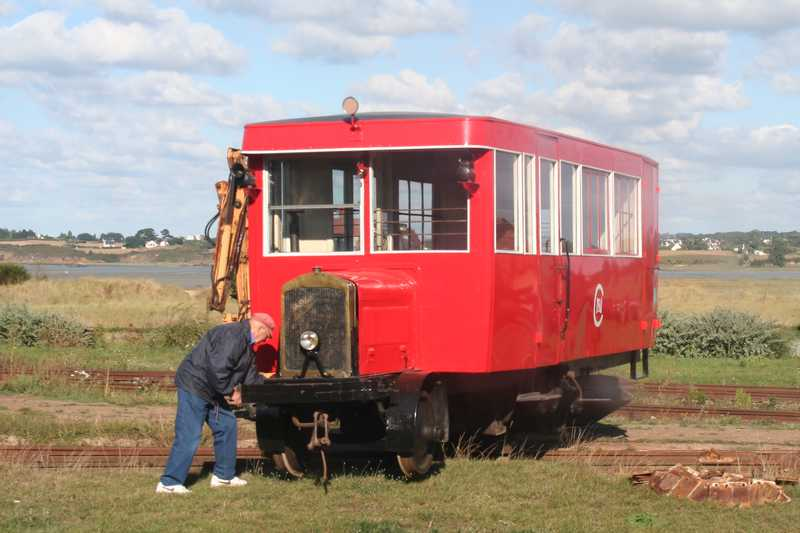
Autorail type JM4, préservé par l'AMTUIR.
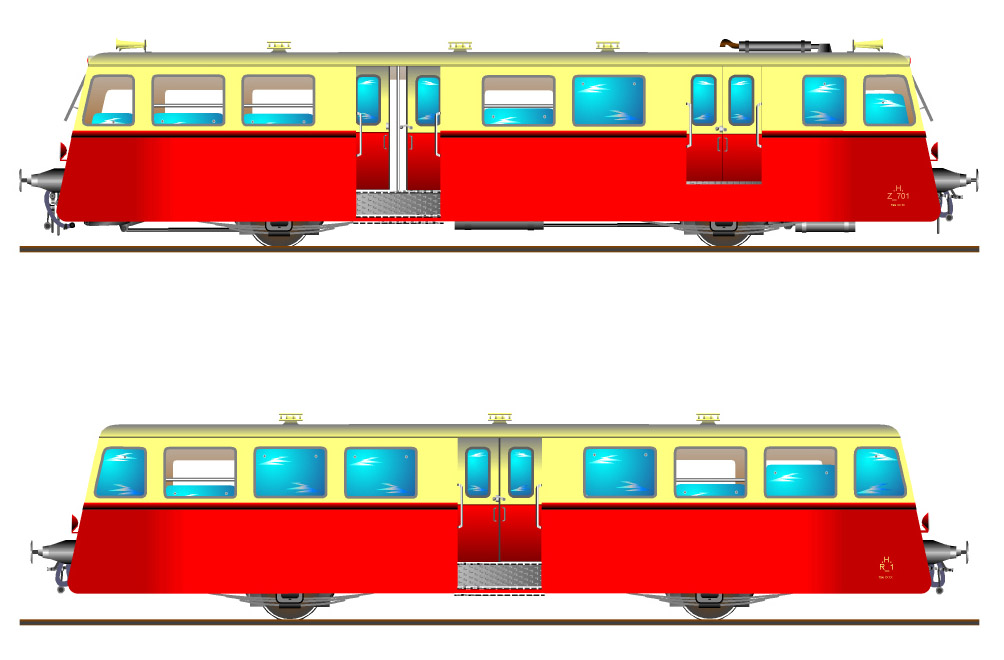
Profil de l'autorail Z-101 et de sa remorque R-1.
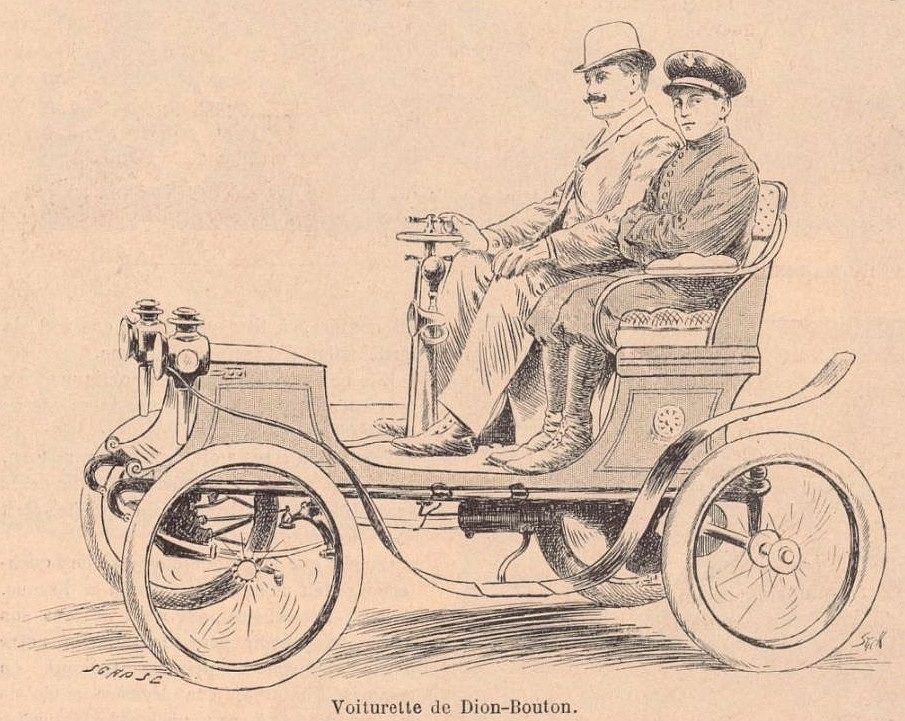
Le comte sur l'une de ses voiturettes (juin 1899).
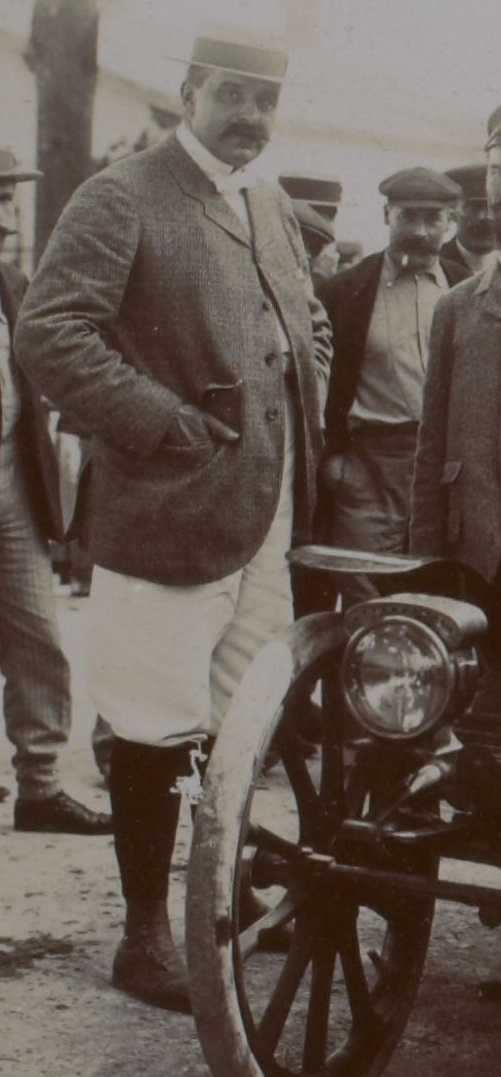
Le comte de Dion sur le Tour de France automobile 1899.
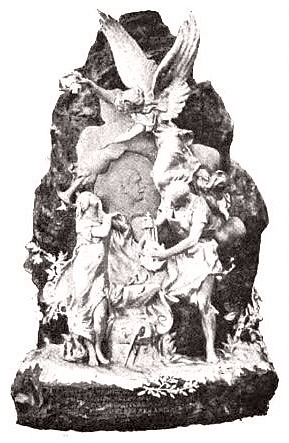
Récompense par l'A.C.F. au marquis de Dion après l'exposition universelle de 1900, pour sa collaboration active au développement de l'automobile entre 1883 et 1900 (offerte par van Zuylen).
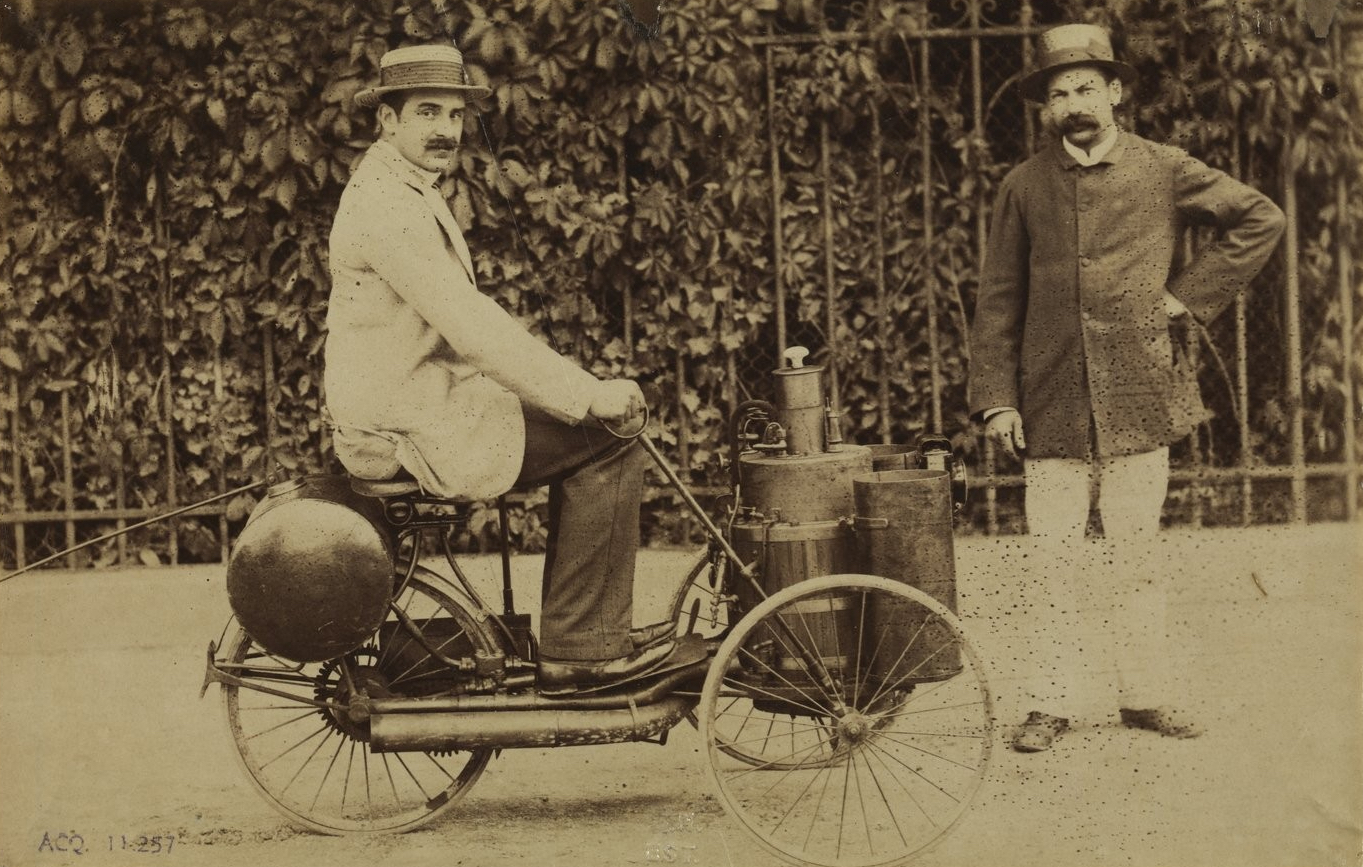
Jules-Albert de Dion sur son tricycle à vapeur en 1887.
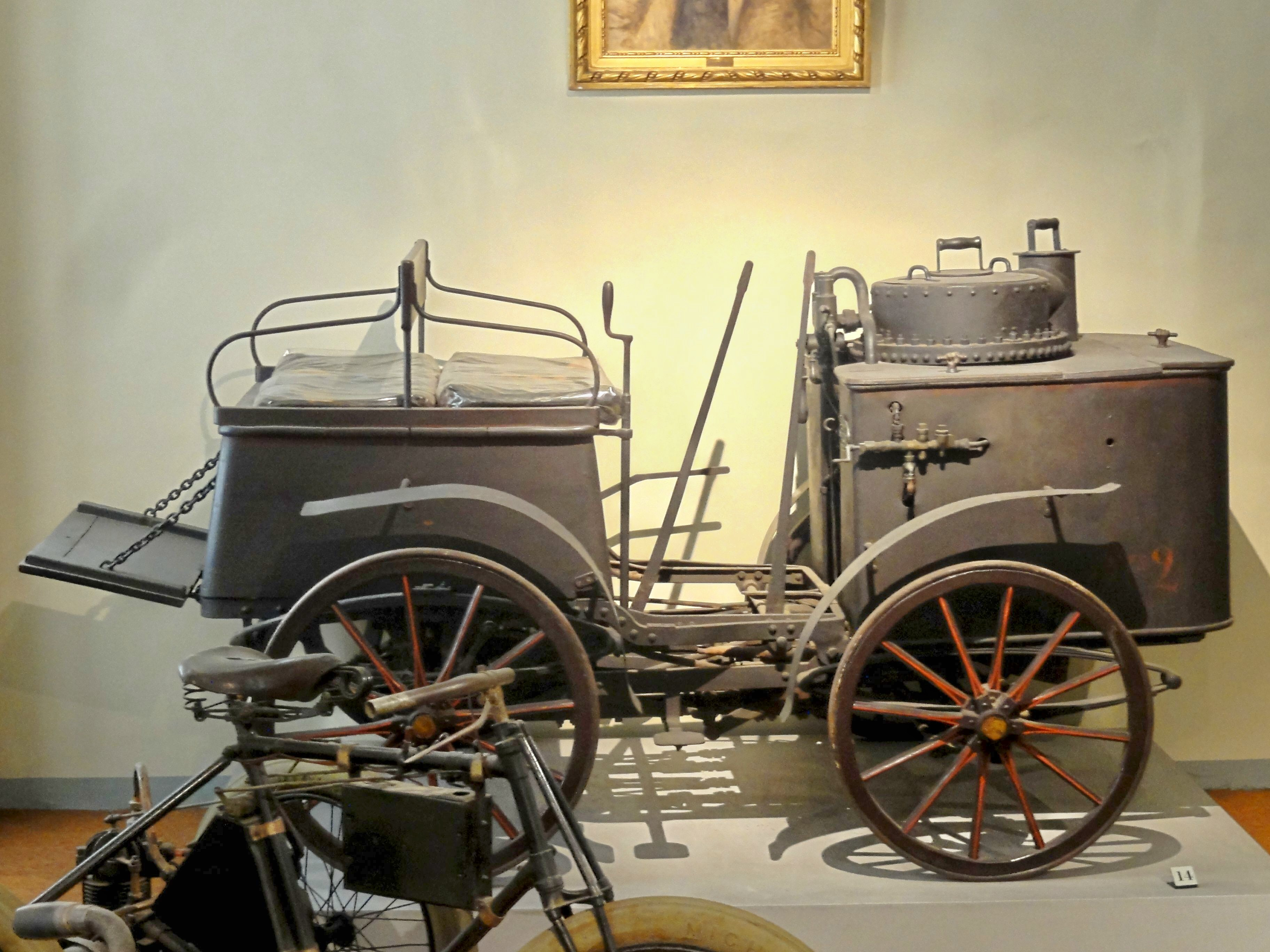
Un dog-car de Dion de 1885 (musée de Compiègne).

## Anecdote
- À la fin du mois de mai 1898, le pilote Panhard Gilles Hourgières se bat en duel à l'épée dans sa propriété de Puteaux, en prenant le comte pour témoin[13].